# Hippolyte de Baré de Comogne
Hippolyte, vicomte de Baré de Comogne, né à Namur le 17 mai 1791 et mort à Huy le 12 novembre 1859, est un homme politique belge.

## Fonctions et mandats
- Conseiller communal de Huy : 1824-1830
- Commissaire d'arrondissement de Huy : 1830-1858
- Membre du Sénat belge : 1831-1848

## Sources
- Michel LAFFUT, Le libéralisme à Huy, 1846-1914, onuitgegeven licentiaatsverhandeling, Universiteit Luik, 1968.
- Oscar COOMANS DE BRACHÈNE, État pésent de la noblesse belge, Annuaire 1984, Brussel, 1984.
- Jean-Luc DE PAEPE en Christiane RAINDORF-GERARD, Le Parlement belge, 1831-1894. Données biographiques, Brussel, Académie royale des sciences, des lettres et des beaux-arts de Belgique, 1996.